# GSC8162-1360
GSC8162-1360 — хімічно пекулярна зоря спектрального класу Si, що має видиму зоряну величину в смузі V приблизно 10,0.